# Palacio Real de Capodimonte
El Palacio Real de Capodimonte (en italiano: Reggia di Capodimonte) es un palacio real con un parque anexo situado en la zona de Capodimonte de Nápoles, Italia.
Fue residencia histórica de la Casa de Borbón-Dos Sicilias, y también de los Bonaparte, los Murat y los Saboya. Construido a partir de 1738 por órdenes de Carlos de Borbón para acoger la colección Farnesio, posteriormente sirvió de residencia real y compaginó ambas funciones hasta 1948. Desde 1957 alberga el Museo Nacional de Capodimonte.
El palacio se distribuye en tres plantas y un entresuelo. En la primera se encontraban los Apartamentos Reales, cuya decoración aun se conserva parcialmente y que, actualmente, sirven para exponer mobiliario, objetos artísticos y decoración que perteneció a las diferentes dinastías que han habitado Capodimonte u otras residencias reales napolitanas; asimismo, también se exponen objetos provenientes de residencias nobiliarias. Destacan las porcelanas, los objetos cotidianos, y las pinturas y esculturas de artistas italianos y europeos de los siglos XVIII y XIX.

## Historia

### La fundación de laGalleria Farnesiana(1734-1759)

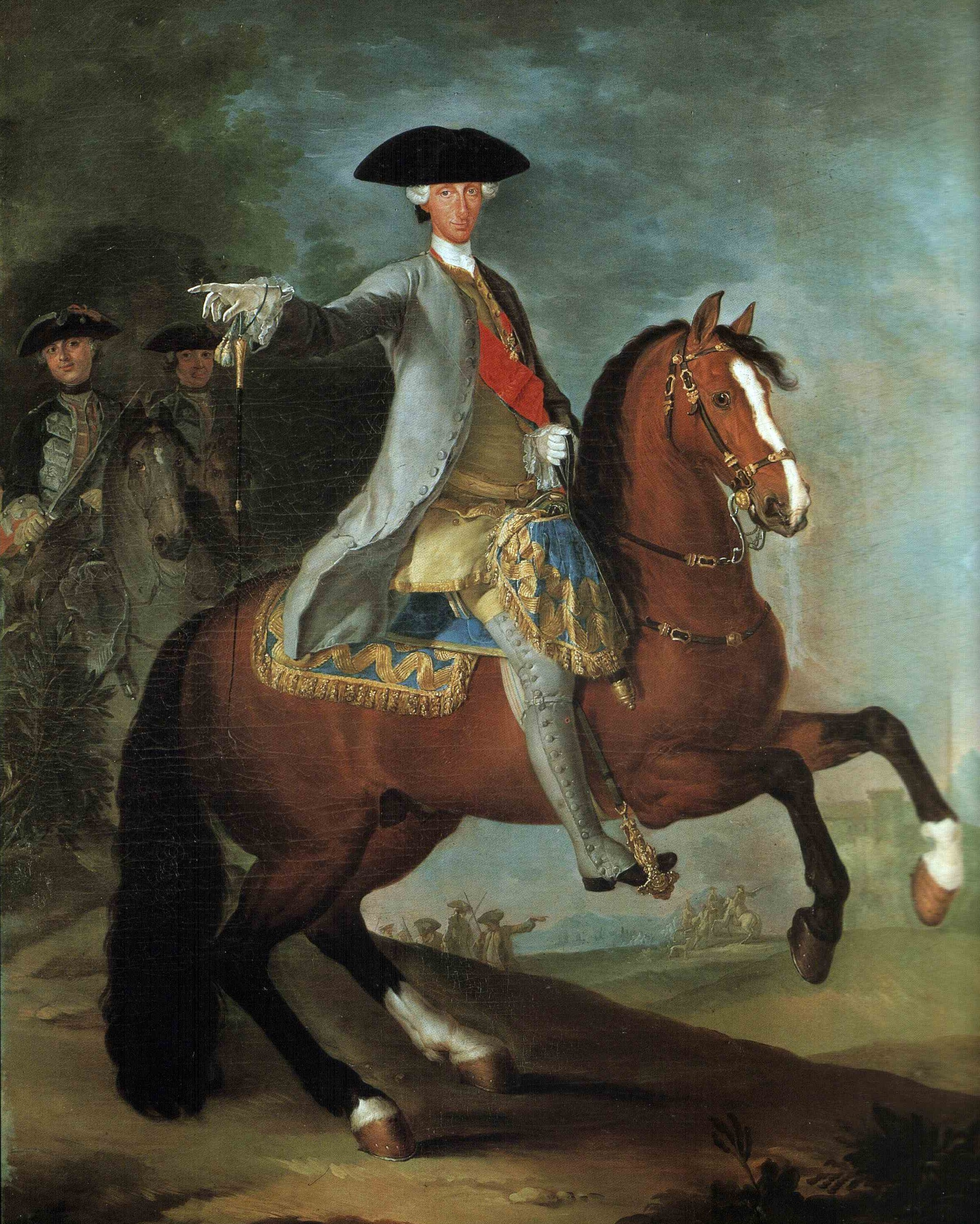
Carlos de Borbón, a quien se debe la construcción del palacio

Tras dos siglos de virreinato español y treinta años de dominación austriaca, en 1734, con la llegada al trono de Carlos de Borbón, la ciudad de Nápoles volvió a ser capital de un reino independiente. El nuevo rey decidió realizar una remodelación urbana de la ciudad y entre sus varias ideas estuvo la de construir un palacio donde alojar su colección de obras de arte, la llamada Colección Farnesio, entonces estaba dividida entre Roma y Parma.  La colección había sido iniciada por el papa Paulo III en el siglo XVI, continuada por sus descendientes los duques de Parma y heredada por Carlos a través de su madre Isabel de Farnesio. Otra motivación era que en el Palacio Real de Nápoles nunca se había realizado una galería de arte.
El lugar escogido para la construcción del edificio fue la colina de Capodimonte, una zona boscosa del norte de Nápoles, de interés cinegético, con la intención de que además de su uso museístico sirviera también como alojamiento durante las batidas de caza. Además, la colina ofrecía vistas del Vesubio, San Martino y Posillipo.
El 10 de septiembre de 1738 se puso la primera piedra del palacio y las obras se confiaron al ingeniero militar Giovanni Antonio Medrano, acompañado por Antonio Canevari, que justo acababa de empezar otra residencia real en Portici. La colaboración entre ambos resultaría posteriormente muy problemática. Una comisión de expertos, que empezó a trabajar en 1739, se ocupó de definir los espacios interiores para que el palacio desempeñara mejor su función museística. El proyecto contemplaba un edificio de planta rectangular con tres patios interiores. Las salas orientadas al sur, con vistas del mar, estarían destinadas a la exposición de los cuadros, mientras que las más internas, que dan hacia el jardín, estarían dedicadas a la biblioteca.
Las obras procedieron con bastante lentitud: al debilitamiento del entusiasmo inicial se añadieron problemas logísticos, como la falta de agua en la colina de Capodimonte y las dificultades para alcanzar el sitio a causa de la ausencia de una calle directa y la presencia del valle de la Sanità, que ofrecía varias subidas escarpadas, hasta el punto de que durante una visita al palacio en 1758 Johann Joachim Winckelmann afirmó:

Se llega a él después de haber superado la abrupta y escarpada subida, con un palmo de lengua fuera, y por este motivo los napolitanos no se toman tantas molestias.
Johann Joachim Winckelmann

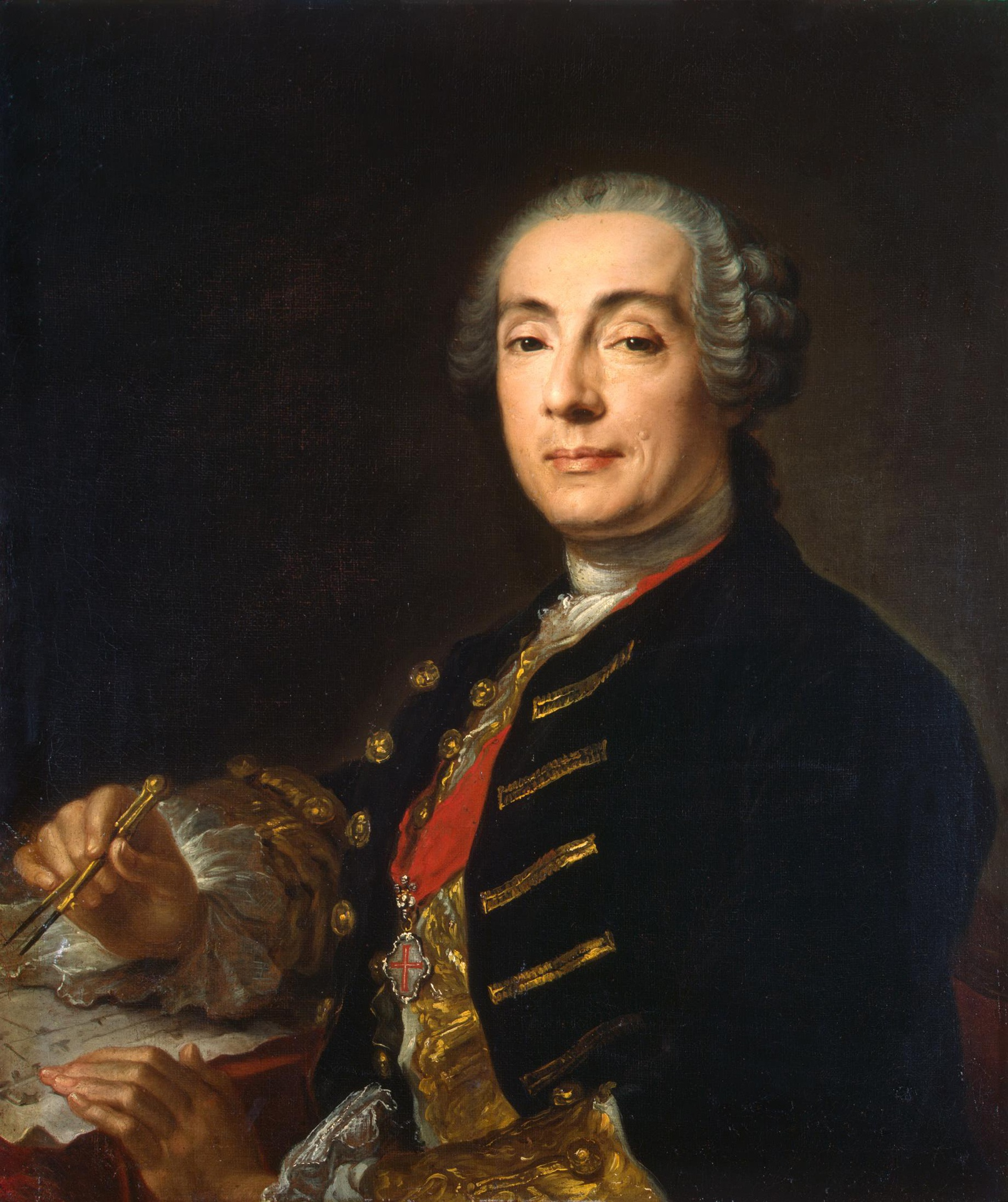
Ferdinando Fuga, uno de los arquitectos que participaron en la construcción del palacio.

En 1742 el arquitecto Ferdinando Sanfelice empezó la remodelación de las 124 hectáreas del parque de Capodimonte. Desde una explanada de forma elíptica que se abría frente al palacio, Sanfelice hizo partir cinco avenidas que se ramificaban en otras más pequeñas que atravesaban todo el bosque. Además, se restauraron todas las construcciones presentes en el interior del jardín, usadas como viviendas, lugares de culto o lugares de trabajo, como una fábrica de tapices fundada en 1737, la célebre fábrica de porcelana inaugurada en 1743 —una de las más importantes de Europa, que sería destruida en 1759 cuando el rey se trasladó a España llevándose con él a todos sus trabajadores—, una Imprenta Real fundada en 1750, y una fábrica de armas creada en 1753, además de varias haciendas agrícolas.
En 1755, en el palacio todavía en construcción, se inauguró la Real Academia del Desnudo, dirigida por Giuseppe Bonito. En 1758, finalmente, quedó inaugurada al Galleria Farnesiana cuando se trasladaron los primeros cuadros al inmueble, que ocuparon doce de las veinticuatro salas que rodeaban el primer patio, todavía en proceso de finalización.

### La continuación de las obras (1759-1806)
Tras el ascenso al trono de Fernando I de las Dos Sicilias en 1759, las obras del palacio continuaron a un ritmo lento, fundamentalmente por dos razones. En primer lugar, porque se había difundido en Nápoles la idea de crear un nuevo único centro museístico donde reunir, además de las obras de arte, también la biblioteca y la academia, resultando elegido el Palazzo degli Studi en Via Toledo, un lugar mucho más accesible. A esto había que añadir una cuestión de carácter económico, puesto que el interés del nuevo rey se había desplazado hacia el Palacio Real de Caserta, también en construcción.
No obstante, con Ferdinando Fuga al mando de las obras, en 1765 se completó el patio central y las salas adyacentes y, en 1773, se refundó la fábrica de porcelana. Las habitaciones del segundo patio se unieron a las ya realizadas mediante dos largos salones destinados a convertirse, con el inicio del nuevo siglo, en salones de representación; y, finalmente, se inauguró un taller de restauración. Tras la proclamación de la breve República Partenopea en 1799, se produjo un saqueo parcial de las obras del palacio y, a la vuelta de Fernando, el resto de la colección se trasladó al Palazzo Francavilla, en el centro de la ciudad. El Palacio Real de Capodimonte perdía así parcialmente su función museística.

### La trasformación en residencia real (1806-1815)

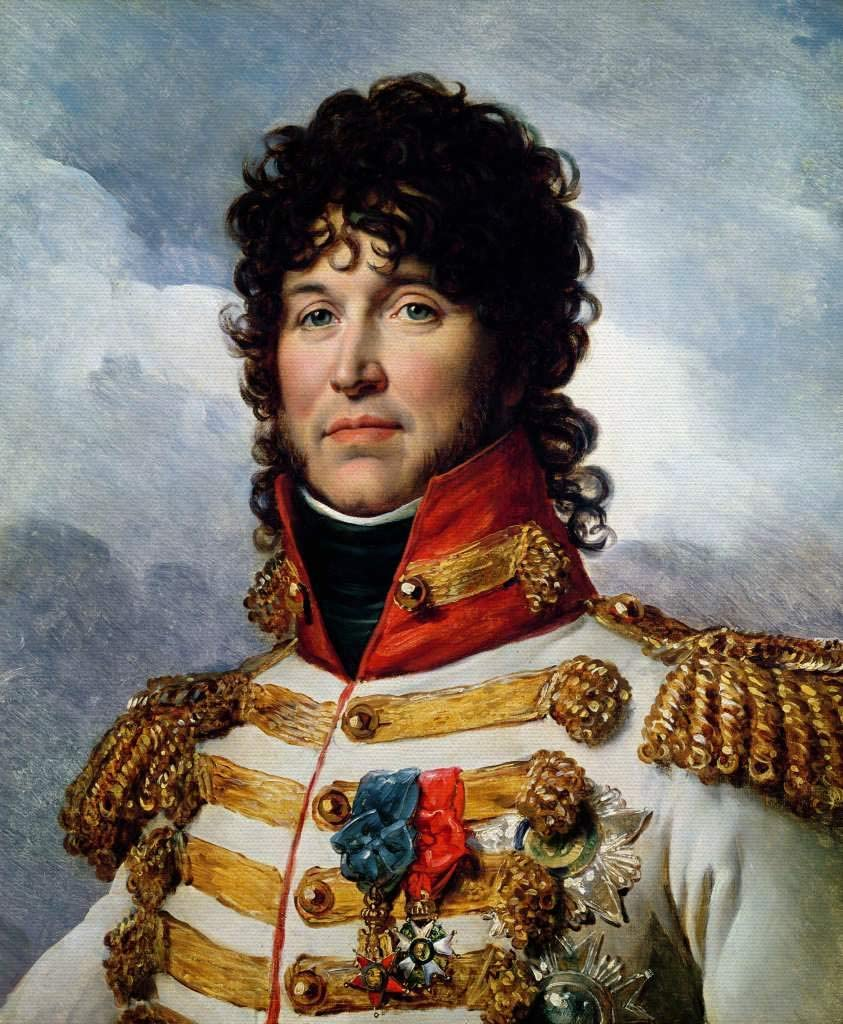
Joaquín Murat, uno de los soberanos que transformó el palacio en residencia privada

La llegada de los franceses a Nápoles en 1806 y los respectivos reinados de José Bonaparte (1806-1808) y Joaquín Murat (1808-1815), corresponde a una nueva fase de la historia del palacio, destinado a convertirse en residencia real.
En primer lugar, los nuevos reyes pusieron en práctica una política de urbanización de la colina de Capodimonte con la construcción de villas para los dignatarios de la corte y estudiaron realizar una conexión directa entre la ciudad y el palacio mediante una calle rectilínea, llamada Corso Napoleone, convertida posteriormente en Via Santa Teresa degli Scalzi y Corso Amedeo di Savoia. Las obras de esta nueva arteria empezaron en 1807 bajo la dirección de Bartolomeo Grasso y fueron ejecutadas por Nicola Leandro y Gioacchino Avellino. Esta calle supera el valle de la Sanità mediante un puente, construido en 1809, y termina en una plaza elíptica llamada Tondo di Capodimonte, desde donde una serie de curvas de horquilla permite alcanzar el palacio. Además, unos treinta años después se realizó una escalera monumental de piperno, diseñada por Antonio Niccolini, que atraviesa estas curvas partiendo del Tondo para proporcionar un acceso rápido a la residencia, aunque solo peatonal.
Durante el decenio francés, la residencia, completa solo en dos terceras partes, no sufrió ninguna modificación arquitectónica. Si que fueron alteraron los interiores súbitamente desnudos de obras de arte, se enriquecieron con suntuosos muebles y objetos traídos directamente desde Francia o encargados a artesanos locales, según el gusto de los soberanos. No obstante,la idea de Murat de dedicar parte del edificio a una Galleria de' Pittore Napoletani con obra provenientes de los monasterios suprimidos nunca llegó a materializarse.

### La finalización del palacio (1815-1861)
Tras la restauración de la dinastía borbónica en Nápoles en 1816, el rey Fernando se mantuvo entusiasmado con el nuevo carácter residencial del edificio. Además, se retiraron el resto de obras de arte de la segunda planta y se trasladaron al Real Museo Borbonico, de manera que esta planta se destinó al servicio. El Palacio Real de Capodimonte se convirtió así en sede de eventos y fiestas. En 1819, por ejemplo, alojó al canciller austríaco Klemens von Metternich y a su consorte. Durante su estancia se ofrecieron banquetes para más de mil invitados y fueron alabados los platos preparados, entre ellos la sfogliatella, y los juegos escénicos creados, como el de un cuadrúpedo lanzado en paracaídas desde un globo aerostático.
Durante esta época el jardín se abría a la población dos veces al año,en Ferragosto (15 de agosto) y San Clemente (23 de noviembre), para permitir el peregrinaje a una ermita de los hermanos capuchinos situada en los límites del parque. Tanto Fernando como su sucesor, su hijo Francisco I, utilizaron el palacio como residencia, junto con las de Portici y Caserta. Bajo el reinado de este último, en 1826, el cercano Casino Acquaviva, una antigua residencia nobiliaria restaurada situada en el interior del parque, a poca distancia del edificio principal, fue transformada en la Palazzina dei Principi, un palacete destinado a los varios hijos e hijas que tenía del soberano.

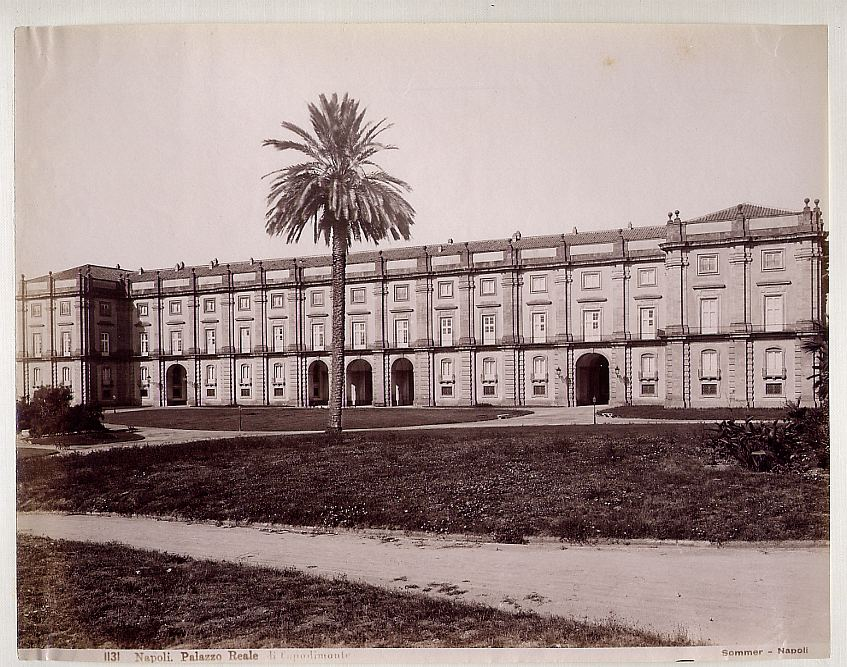
El palacio a finales del

En 1830 llegó al trono Fernando II, que se encontró con un palacio todavía inacabado. En 1834 los arquitectos Antonio Niccolini y Tommaso Giordano completaron el tercer y último patio, situado en el extremo norte del palacio, y en 1838 el palacio se finalizó definitivamente con una nueva y monumental escalera de acceso en el extremo septentrional.
Entre 1836 y 1837 se decoraron las nuevas salas destinadas a los aposentos regios en estilo neoclásico. En particular, destacaban los dos grandes salones de representación situados en el centro de las fachadas principales: uno de ellos (Sala 42) se destinó a bailes y recepciones, el otro (Salas 12-13-14) fue enriquecido con cuadros de la Casa de Borbón-Dos Sicilias a modo de panteón familiar. Además, las salas se embellecieron con obras compradas por los soberanos o enviadas por jóvenes artistas napolitanos que se habían ido a estudiar a Roma con una contribución real, realizadas por ellos mismos para mostrar sus progresos.
En esta época también empezó la remodelación del parque, encargada a Friedrich Dehnhardt, que lo transformó en un jardín inglés con parterres y diferentes especies de árboles, además de plantas exóticas y raras. El corto reinado de Francisco II (1859-1861) fue irrelevante para al historia del palacio.

### Entre museo y palacio real (1861-1952)
Tras la caída del Reino de Dos-Sicilias y la proclamación del Reino de Italia en 1861, Capodimonte no sufrió grandes transformaciones y continuó desempeñando su función residencial para la Casa de Saboya. No obstante, con el nombramiento de Annibale Sacco como director de la Casa Real, Capodimonte inició una nueva etapa.
En primer lugar, el nuevo director, creó una Galleria di Arte Moderna en los apartamentos del piano nobile, que reunía obras pictóricas de artistas vivos preferentemente napolitanos, dos grandes lienzos de Camuccini fueron ya instalados en 1862, provenientes del Palacio Real. Por otro lado, hubo añadidos importantes a la decoración interior como el traslado al edificio de la Armería del Palacio Real en 1864, del salottino de porcelana de María Amalia de Sajonia proveniente del Palacio Real de Portici en 1866, de un antiguo pavimento romano de mármol de la Villa Favorita de Resina en 1877 o de un gran número de porcelanas y biscuits napolitanos, sajones y franceses entre 1878 y 1880.
Hacia finales del siglo XIX se continuaron realizando fiestas y ceremonias en Capodimonte, tanto en el palacio como en el parque; por ejemplo, se organizaron banquetes y batidas de caza en honor de Alexandre Dumas en 1860, de los miembros de la familia real de Inglaterra en 1863, una recepción en 1877 con ocasión de la Exposición Nacional de Bellas Artes o la onomástica de la reina Margherita en agosto de 1880.

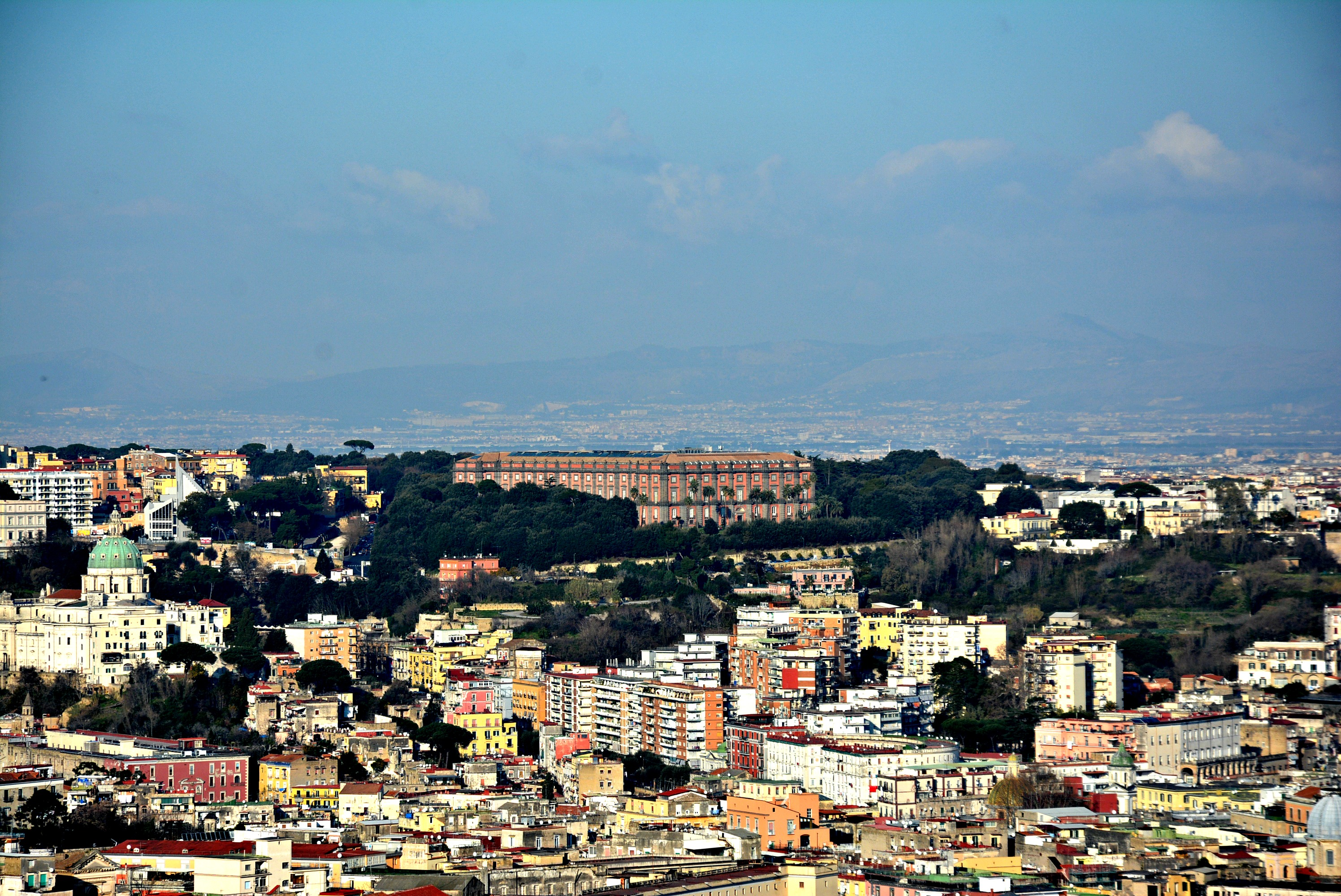
El palacio visto desde la colina de la cartuja de San Martino

El palacio mantuvo su función residencial a principios del siglo XX. Víctor Manuel III de Italia se alojó regularmente en él, probablemente durante sus visitas a Nápoles en 1904 y 1905, cuando se entrevistó con el emperador Guillermo II. Desde 1906 Capodimonte fue designado como residencia oficial del duque de Aosta y su familia. A pesar de que la propiedad del edificio pasó de la Corona al patrimonio del Estado en 1920, los Aosta no dejaron el palacio hasta después de la Segunda Guerra Mundial, en 1948.

### El museo moderno (1952-)
En 1949 se le asignó a Capodimonte su nueva función exclusivamente museística con un decreto. Entre 1952 y 1957 se realizaron obras de restauración y reforma dirigidas por el nuevo director del museo, Bruno Molajoli, y por el arquitecto Ezio Bruno de Felice. Tales intervenciones implicaron:
- reformas de consolidación estructural tras los daños acontecidos durante la guerra.
- la eliminación de las estancias del servicio en la segunda planta para crear nuevos espacios expositivos para la colección de pintura farnesiana y del Cinquecento.
- la extensión de la escalera principal realizada en 1838 para permitir el fácil acceso al segundo piso.
- la eliminación de la capilla de corte creada en 1838 para realizar un auditorio moderno.
- el traslado de la preciada biblioteca de la duquesa de Aosta a la Biblioteca Nacional de Nápoles.
- la creación de una museografía depurada, neutra y moderna lejos de los criterios historicistas de siglo precedente.
- la creación de un "Apartamento Real" donde se exhibirían piezas de los siglos XVIII y XIX, pero donde no se realizaría una reconstrucción histórica de los espacios.
- el traslado del salottino de porcelana de su ubicación de 1866 a los nuevos espacios del "Apartamento Real".

El nuevo Museo y Galería Nacional de Capodimonte fue inaugurado en mayo de 1957. Tras el terremoto de Irpinia de 1980 fueron necesarias más restauraciones y, una vez conseguida la financiación necesaria, en 1995 empezaron las obras, que hicieron utilizable primero la primera planta, y luego, en 1999, también la segunda y la tercera.

## Descripción exterior
El palacio tiene una planta rectangular, con cuatro resaltos (dos en cada fachada) en sus dos extremos que sobresalen ligeramente respecto al volumen central. Tiene una longitud de 170 metros en el lado mayor por 87 en el lado menor y una altura de 30 metros distribuida en dos plantas más un ático. Las paredes exteriores, enlucidas en color rojo napolitano, son de estilo neoclásico con influencias dóricas, estilo considerado en el siglo XVIII idóneo para los museos. Presentan además pilastras toscanas de piperno gris que se alternan con las ventanas, sustituidas por balcones en la primera planta; en la planta baja, a las ventanas se añaden los portales con arcos de medio punto que permiten la entrada. Dos de estos portales se sitúan en los extremos del volumen central, mientras que en su parte central hay otros tres consecutivos.
El edificio se desarrolla alrededor de tres patios y solo algunas salas de la primera planta, el denominado Apartamento Real, conservan el mobiliario del palacio real, mientras que el resto de las salas, al igual que la segunda planta —destinada originalmente al servicio—, el ático y el entresuelo están destinadas a las exposiciones del museo. La planta baja está reservada a la acogida de los visitantes del museo y alberga varios servicios como taquilla, guardarropa, librería, cafetería y auditorio. Alrededor del palacio se extiende un parque.

## El Apartamento Real

La primera planta del palacio. El actual Apartamento Real ocupa las salas resaltadas en verde, junto con la sala 52. El resto forma parte del Museo Nacional de Capodimonte.

El llamado "Apartamento Real" (Appartamento Reale) lo constituyen una enfilada de salas en la cara este de la primera planta del palacio, el resto de esa planta forma parte del Museo Nacional de Capodimonte. Dicho apartamento es una recreación realizada durante las reformas de los años 50, que conserva solo parcialmente el mobiliario, la decoración y la función original de las salas. Antiguamente, los aposentos regios ocupaban la planta entera, reduciéndose a partir de 1861 al tercio situado alrededor del patio sur.
En concreto, componen el Apartamento Real las salas de la 31 a la 60, a las que hay que añadir la sala 23 pero de las que se deben excluir las salas 35, 36, las salas de la 38 a la 41 y las salas de la 46 a la 50. El apartamento, no ofrece una reconstrucción histórica, sino un recorrido cronológico por las salas a través de las épocas y de quienes lo han ocupado —cinco soberanos borbónicos, dos reyes franceses, tres reyes de Italia y los duques de Aosta—. Las salas han sufrido modificaciones respecto a su aspecto original y han sido privadas de parte del mobiliario descrito en los inventarios, en 1957, por ejemplo, varias chimeneas fueron trasladadas a la Villa Rosebery.
Actualmente se compone de tres partes: las salas borbónicas, el salottino de porcelana, junto con sus dos estancias anexas, y las salas francesas. Todas las salas conservan un gran número de lienzos de diferentes artistas, como Alexandre-Hyacinthe Dunouy, Claude Joseph Vernet, Antonio Joli, Francisco de Goya, Angelika Kauffmann o Giacinto Gigante, además de numerosos objetos de mobiliario o adorno como porcelanas, jarrones, pesebres, instrumentos musicales, sofás, lámparas y chimeneas, estas últimas presentes solo en las estancias de representación.

### Las salas borbónicas

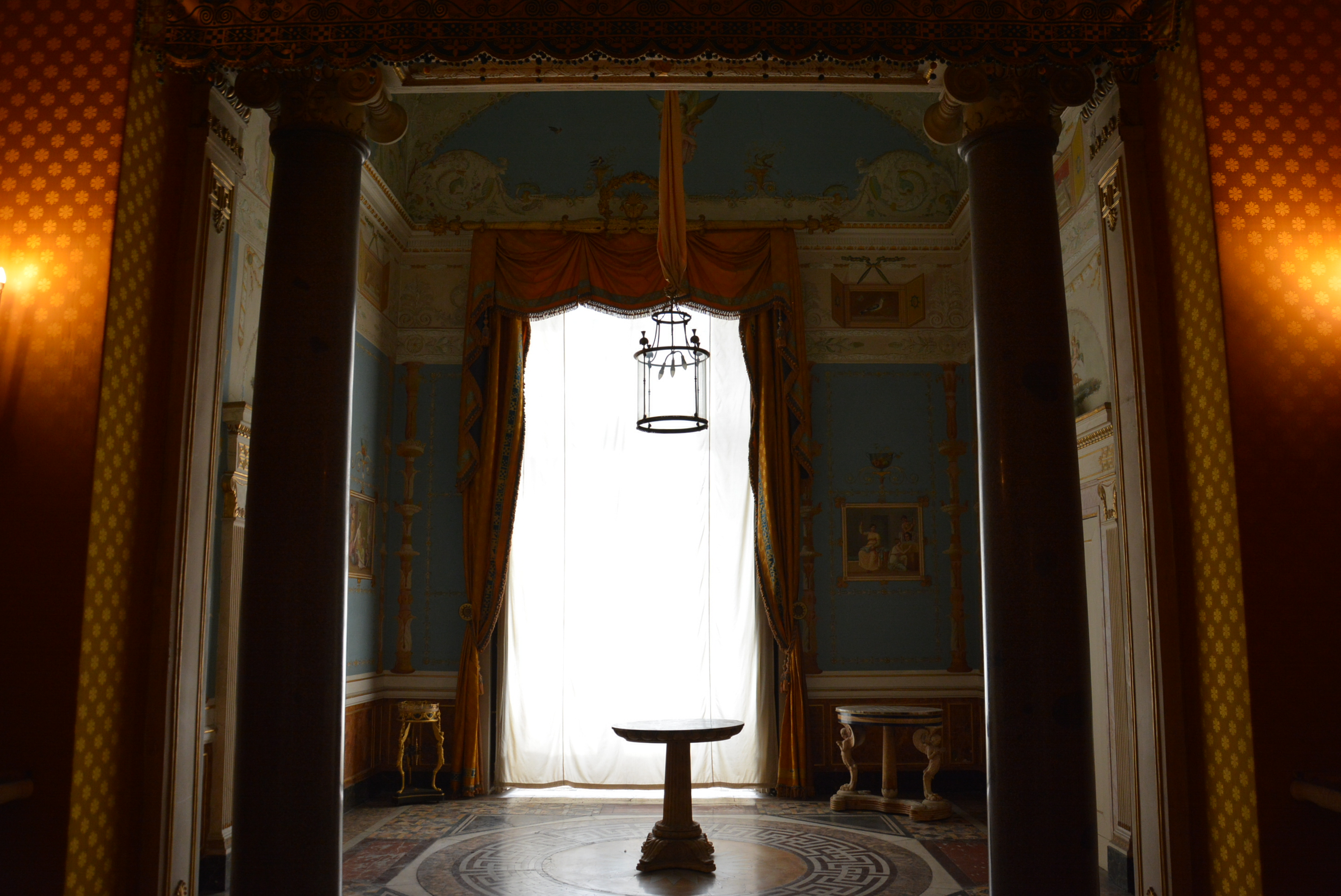
La sala 23 vista desde la alcoba

La visita al Apartamento Real empieza en la Sala 23, lo único que se conserva de los cuartos privados de los soberanos (ver "Otras salas"). El antiguo dormitorio de Francisco I y María Isabel de Borbón fue también llamada «alcoba pintada a la pompeyana» y más tarde sirvió de vestidor. Se trata de uno de los interiores más refinados del siglo XIX, cuya descripción original se conserva en un inventario de 1857. Fue realizado entre 1829 y 1830 según el proyecto de Antonio Niccolini, aunque su configuración inicial fue alterada posteriormente por la apertura de una puerta donde estaba la alcoba con la cama, que sin embargo no ha modificado la luminosidad del ambiente, restaurada en la actualidad gracias a un papel pintado de color amarillo realizado en San Leucio. La decoración de las paredes es en témpera y fue realizada por Gennaro Bisogno, Gennaro Maldarelli y Salvatore Giusti con temas que reproducen los de los frescos hallados en las excavaciones arqueológicas de Pompeya y Herculano. El pavimento es de mosaicos antiguos y la tapicería, aunque se ha perdido en parte, es de seda y fue realizada por la Real Fabbrica di San Leucio siguiendo el diseño del propio Niccolini. Completan la estancia una mesa con un tablero de ajedrez, un trípode, tres mesas de piedras duras, bronce y alabastro respectivamente, y cuadros como Retratos de la familia de Francisco I y Sitios reales. Finalmente, desde la ventana se disfruta de un magnífico panorama del golfo de Nápoles.

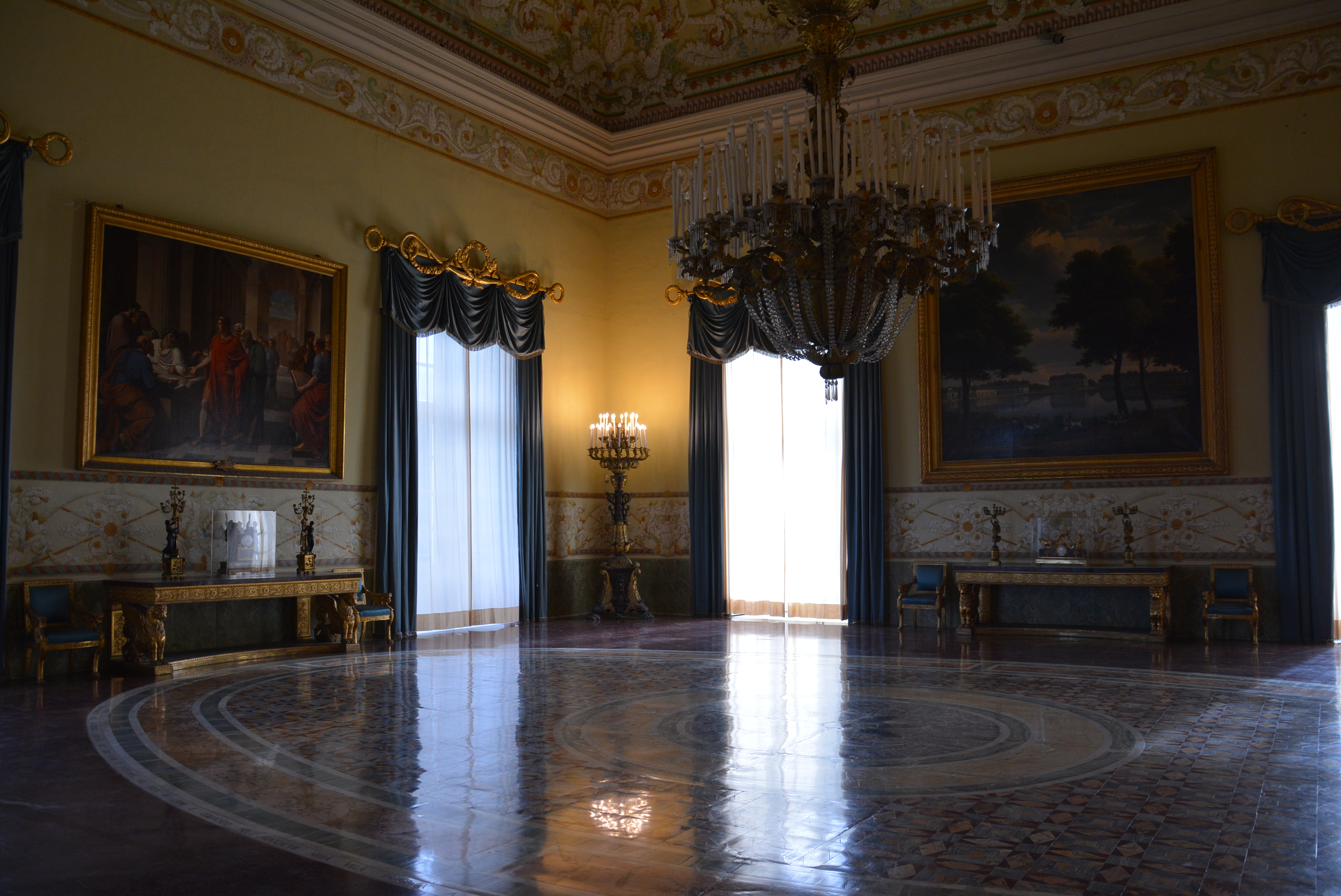
La sala 31 o «salón de la cuna»

En la esquina del lado oriental del palacio se encuentra la Sala 31, denominada «Salón de la cuna» debido a que en ella se custodiaba una cuna trasladada posteriormente al Palacio Real de Caserta, que fue diseñada por Domenico Morelli e Ignazio Perricci y donada por el pueblo de Nápoles a los Saboya por el nacimiento del futuro Víctor Manuel III en 1869. La sala, también llamada «Gran galería color garbanzo», tiene un pavimento de mármol hallado en 1788 durante las excavaciones arqueológicas de la Villa Jovis en Capri, que fue colocado inicialmente en la Villa Favorita de Ercolano y trasladado al Palacio Real de Capodimonte en 1877. En esta estancia se exponen varios objetos de porcelana, como dos relojes, mientras que en las paredes se encuentran dos paisajes pintados por los franceses Jean-Joseph-Xavier Bidauld y Alexandre-Hyacinthe Dunouy, dos lienzos de Vincenzo Camuccini, entre ellos uno titulado Tolomeo Filadelfo en la biblioteca de Alejandría, un tapiz de Pietro Duranti y un gobelino con escenas de la vida de don Quijote de la Mancha.
La Sala 32, antaño comedor, está dedicada a Carlos de Borbón, que está representado junto a su esposa María Amalia de Sajonia en los óvalos del techo, obra del pintor de corte Francesco Liani. También están dedicadas al rey varias pinturas que muestran escenas de su vida, como una pintura a cuerpo completo titulada Retrato de Carlos de Borbón con ropa de cazador, de Antonio Sebastiani, Carlos de Borbón en visita a la basílica de San Pedro, y Carlos de Borbón visita al papa Benedicto XIV en la "Coffee-House" del Quirinal, ambos de Giovanni Paolo Pannini. Decoran la sala muebles de esquina de porcelana con forma de lavabo junto con espejos y estatuillas del mismo material, además de sillas de fabricación inglesa y una mesa de pared de madera, alabastro y terracota.

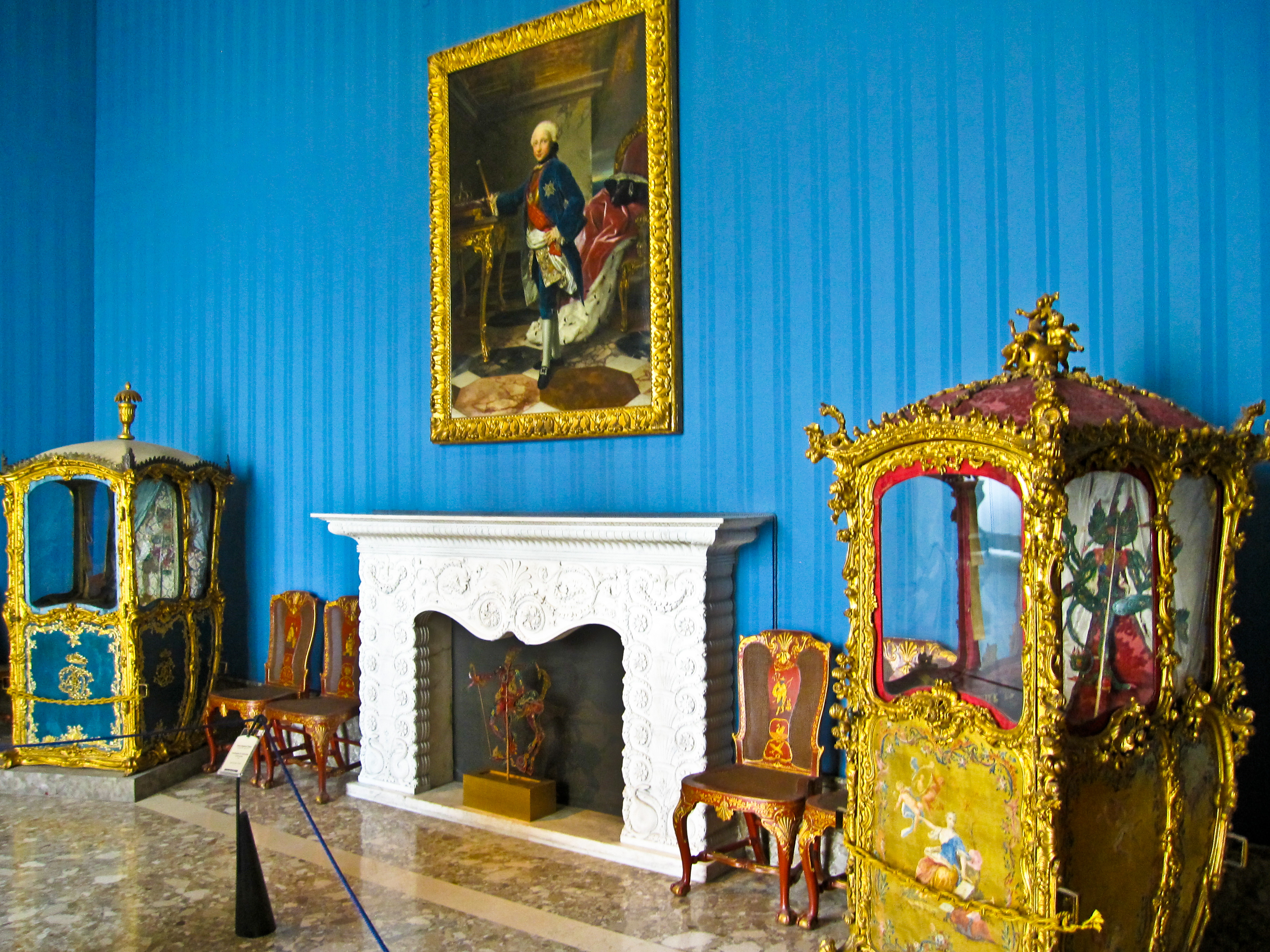
La sala 33

La Sala 33 antiguamente estaba unida con la Sala 35 y formaba la «Estancia del billar». Actualmente está dedicada a Fernando IV, que está representado en un retrato realizado por Anton Raphael Mengs, el primero de su vida vestido de soberano, a la edad de tan solo ocho años. En la habitación se conservan además dos sillas de manos de madera tallada, una cómoda de madera de fabricación inglesa y obras pictóricas de Claude Joseph Vernet y de Antonio Joli. En particular, son de este último Partida de Carlos hacia España vista desde tierra, Partida de Carlos hacia España vista desde el mar y Fernando IV a caballo con la corte.
La Sala 34 es una gran sala de representación: durante la remodelación del interior del palacio, la idea de Fernando II era crear en esta estancia una galería de retratos de la familia, pero posteriormente sirvió como «Salón del Consejo». En su interior, además de muebles de fabricación napolitana, se encuentran lienzos como Retrato ecuestre de Carlos de Borbón y Retrato ecuestre de María Amalia de Sajonia de Francesco Liani, así como Retrato de Carlos IV, rey de España, y Retrato de María Luisa de Parma de Francisco de Goya, trasladados a Nápoles por la segunda esposa de Francisco I, María Isabel de España.

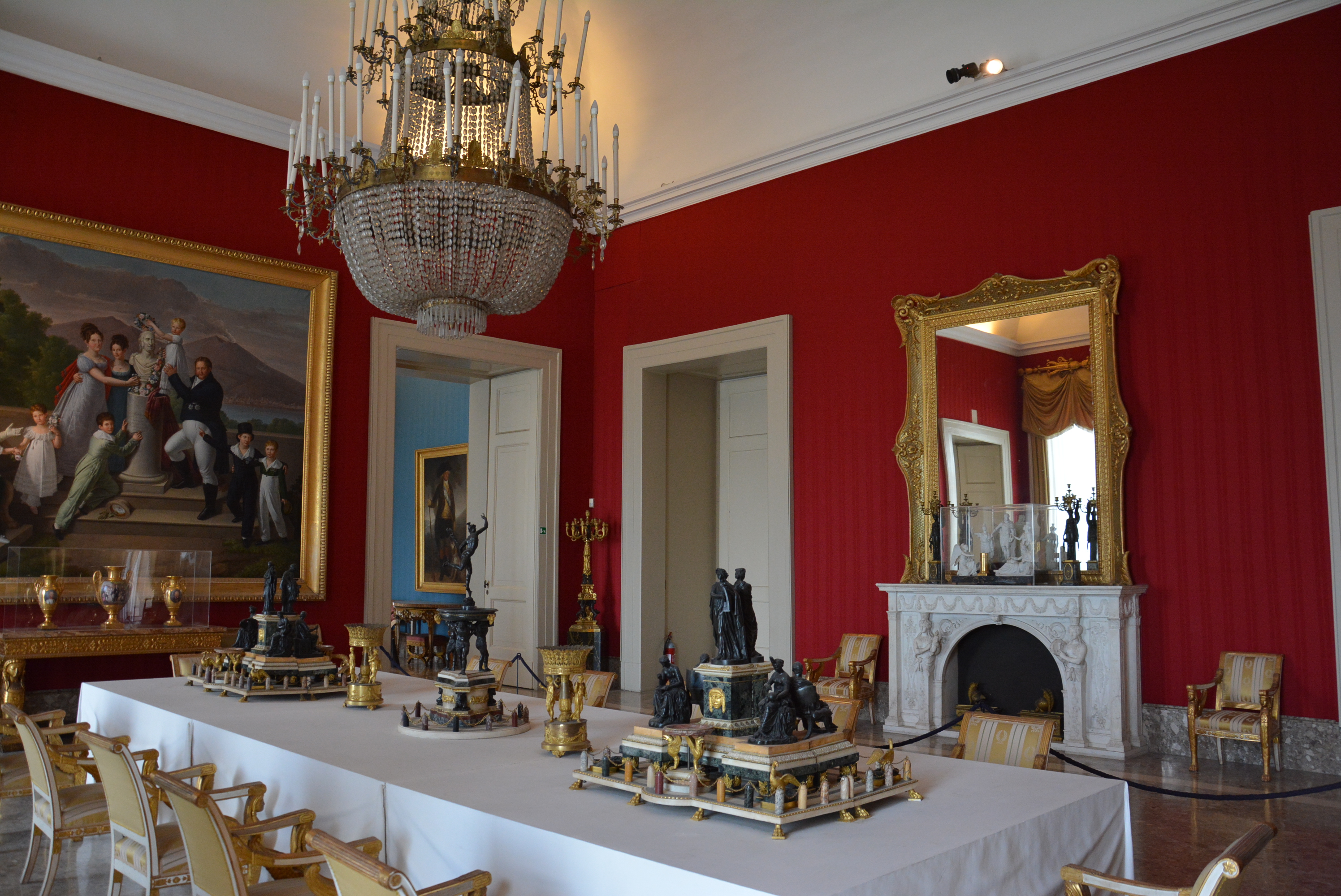
La sala 37 o «Segunda sala de fiestas»

La Sala 37 o «Segunda sala de fiestas», estaba destinada a albergar banquetes y refrigerios durante las fiestas que se celebraban en el palacio. Formaban parte del mobiliario original las consolas sostenidas por esfinges y una mesa central equipada con un conjunto de bronce dorado, obra del taller de Righetti, y con un servicio de porcelanas francesas donado por María Carolina de Austria, rodeada por doce sillas con reposabrazos, realizadas en 1838 por voluntad de Fernando II. En las paredes hay varios lienzos que representan temas de la familia borbónica como Retrato de la familia de Fernando IV de Angelika Kauffmann, Retrato de la familia de Francisco I de Giuseppe Cammarano, y Vista de Nápoles desde Capodimonte de Antonio Joli, así como un tapiz con la Gloria del reinado de Fernando IV y de María Carolina, de fabricación napolitana del siglo XVIII.

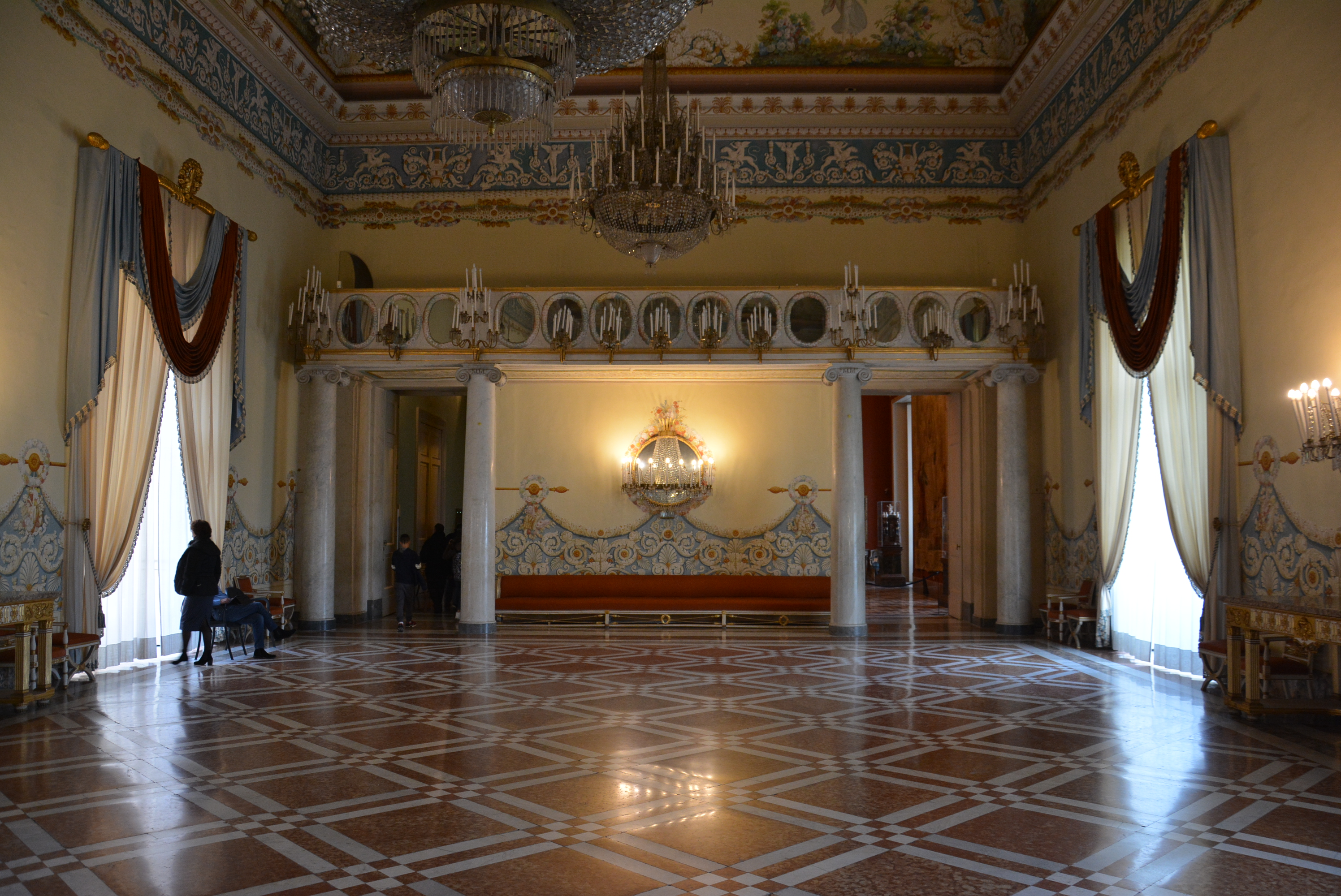
La sala 42 o «Salón de las fiestas»

La Sala 42, «Salón de las fiestas» o «Gran Sala de Baile», es una de las pocas estancias de representación del piano nobile que se ha conservado intacta. Fue realizada en 1765 durante las obras de construcción del ala central del palacio. Concebida originalmente para alojar las obras de la colección Farnesio, no fue destinada a albergar las recepciones y ceremonias oficiales de corte hasta principios del siglo XIX. La sala se completó durante las obras de restauración ordenadas por Fernando II, y fue decorada entre 1835 y 1838 por Salvatore Giusti, alumno de Jakob Philipp Hackert, basándose en diseños de Antonio Niccolini. Giusti dio una fuerte impronta neoclásica que se aprecia en el uso de colores pastel en el techo y en las paredes, y en los temas inspirados en la pintura pompeyana y herculanense. En el lado opuesto del edificio se realizó una «Galería de retratos» similar a esta, pero fue dividida en tres estancias cuando se transformó en museo (ver "Otras salas"). El pavimento, probablemente concebido por el propio Niccolini, es de mármol siciliano con incrustaciones de mármol blanco que forman dibujos geométricos. A finales del siglo XIX se cedieron algunos muebles de esta sala para decorar otros palacios institucionales del Reino de Italia. Sin embargo, del mobiliario original se conservan los espejos, las lámparas de cristal, dos divanes de los seis originales y cuatro consolas realizadas en 1838 por el tallador Francesco Biangardi y el dorador Giuseppe De Paola, destinadas originalmente a la mencionada «Galería de retratos».

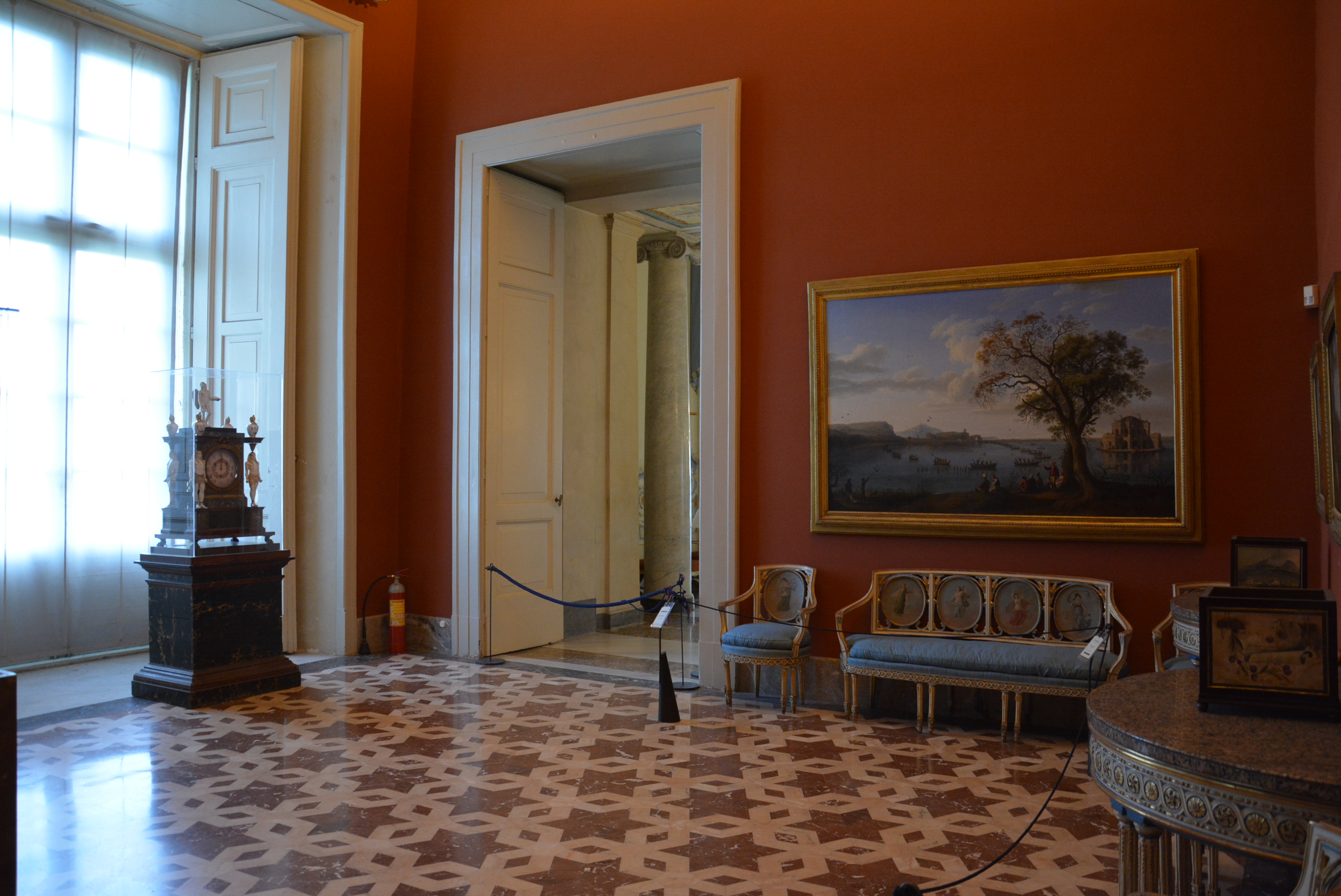
La sala 43 o «Tercera sala de fiestas»

La Sala 43 o «Tercera sala de fiestas», presenta en el techo un fresco realizado en el siglo XVIII por Fedele Fischetti, Gloria de Alejandro Magno, ubicado originalmente en el Palazzo di Sangro di Casacalenda de Nápoles y transportado al palacio en 1957 para conservarlo mejor. Además, en la sala hay manufacturas de porcelana, como el Carro de la Aurora, tapices, varios muebles fabricados por artesanos reales y pinturas de Hackert, Carlo Bonavia y Pierre-Jacques Volaire: de este último son Erupción del Vesubio desde el Ponte della Maddalena, Vistas nocturnas del golfo de Nápoles y Vista de la Solfatara.
En la Sala 44, antaño unida a la anterior, se conservan algunos instrumentos musicales que pertenecieron a Fernando IV, como dos zanfonas realizadas por Jean Louvet en 1764 y 1780 respectivamente, y una lira de Gaetano Vinaccia. Entre los objetos decorativos destacan un reloj de biscuit que perteneció a María Carolina, un tapiz que representa La munificencia de David, varias porcelanas y un pesebre del siglo XVIII de terracota, madera y corcho, donado en 1895 por los herederos Catello, que tiene pastores de terracota con cuerpo móvil de estopa y alambre.
El techo de la Sala 45, antiguamente «Sala llamada del Café», tiene frescos, donados por los duques de Balzo de Presenzano y ubicados originalmente en el interior del Palazzo di Sangro di Casacalenda, que representan la Historia de Alejandro, de Fedele Fischetti, mientras que el mobiliario proviene del Real Pabellón de Caza de Carditello. Decoran la estancia una serie de tapices realizados por Pietro Duranti según el diseño de Odoardo Fischetti, que representan escenas de la vida de Enrique IV de Francia, como El rey recibe al ministro Sully delante de cortesanos. En las vitrinas se exponen objetos de diferentes materiales y procedencias, signo del abundante intercambio de regalos entre las familias nobiliarias de la época, como joyeros, cajas con secretos, jarrones, cofres y porcelanas de escuela napolitana realizadas por Filippo Tagliolini.

### Elsalottinode porcelana
La Sala 51 formó antes de 1957 un solo espacio con la Sala 52, llamádose «Cuarta sala de fiestas», pero dicho espacio fue tabicado para poder instalar cara al jardín el salottino de porcelana de María Amalia de Sajonia. La habitación está decorada con tapices de Domenico Del Rosso y varios lienzos de Élisabeth Vigée-Le Brun y Pietro Duranti, junto con uno de Carlo Bonavia, la Cascada, realizado en 1755; completan la estancia algunas sillas fabricadas en Nápoles entre finales del siglo XVIII y principios del XIX y un reloj de Joseph Martineau.

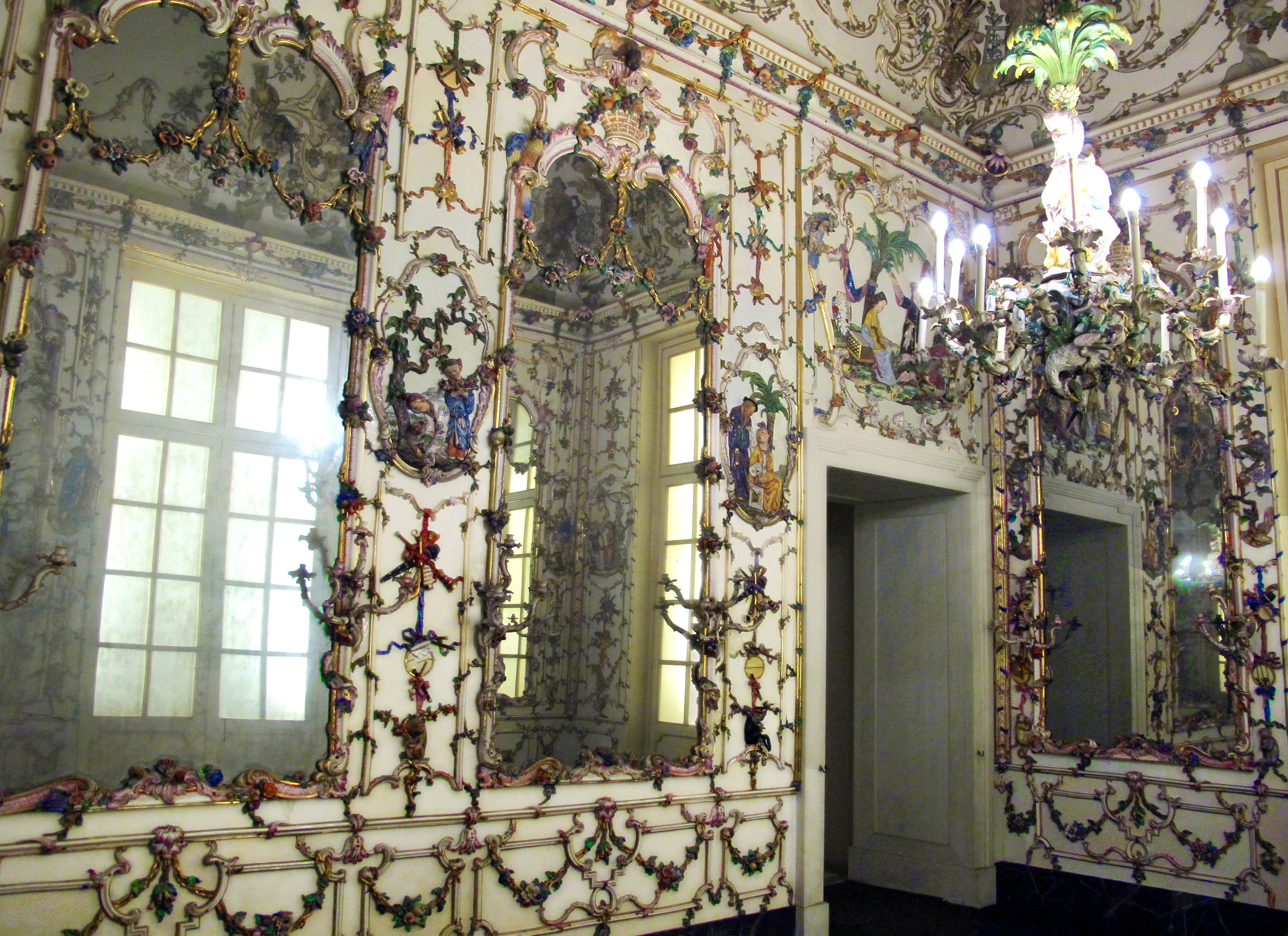
El salottino de porcelana

En la Sala 52 está el «Salottino in porcellana», compuesto por más de tres mil piezas y realizado entre 1757 y 1759 por Giovanni Battista Natali como boudoir para la reina María Amalia en el Palacio Real de Portici. Sin embargo, la soberana lo usaría muy poco; tanto que, según los documentos de la época, la última vez que se encendió la lámpara fue en julio de 1759 y el 6 de octubre de ese mismo año la reina dejaba Nápoles para trasladarse a Madrid, donde hizo construir una habitación similar en el Palacio Real de Aranjuez. Todas las fases de su realización son conocidas a través de varios documentos: Luigi Vanvitelli, en una carta dirigida a su hermano Urbano, fechada en junio de 1758, afirmó haber visto la obra todavía sin montar y por tanto puede deducirse que ésta se iniciara el año precedente y seguramente se concluyera en 1759, año en el que Giuseppe Gricci se desplazó a Portici con veintiséis carros que contenían el material listo para ser montado. Además, en mayo de 1759 ya estaban listos el techo de estuco, las puertas de madera y la lámpara, mientras que no se sabe si el pavimento era pintado o era también de porcelana.

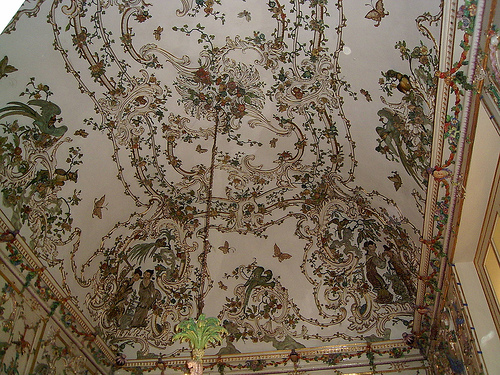
El techo del salottino

Las piezas de porcelana fueron elaboradas en la fábrica de Capodimonte, bajo la dirección del modelista jefe Giuseppe Gricci, quien se valió de la colaboración de Geatano Fumo y Ambrogio Di Giorgio para el moldeo y de Gaetano Tucci para la cocción, siguiendo el diseño de Johann Sigmund Fischer y Luigi Restile; por su parte, en Portici trabajaron Mattia Gasparini para los estucos y Gennaro Di Fiore para las tallas de madera. Además, el salottino debía de estar amueblado enteramente en porcelana, mobiliario del que solo se conserva una consola de 1759, conservada en el Musée National de Céramique de Sèvres.
Las paredes están decoradas con animales, trofeos musicales, ideogramas chinos ensalzando al rey Carlos —escritos por un poeta que perteneció al Collegio dei Cinesi de Nápoles—, festones y escenas de vida china alternadas con espejos. El techo de estuco se fusiona con la construcción en porcelana, la cual está fijada a las paredes mediante tornillos que apoyan sobre una jaula de madera y están escondidos por cornisas, guirnaldas y frutas. El salottino de porcelana es uno de los ejemplos más significativos del gusto por la chinoiserie que se difundió en Europa en el siglo XVIII.
Cuando el Palacio Real de Portici se convirtió en sede de la Scuola Superiore d'agricoltura en 1866, Annibale Sacco encargó trasladar el salottino a Capodimonte. Las placas de porcelana se instalaron en la actual Sala 7, con un techo moderno realizado ad hoc. En 1957, las placas se volvieron a desmontar e instalar en su ubicación actual con el techo de estuco original venido de Portici.
La Sala 53, también reducida respecto a su tamaño original, conserva en su interior retratos de los hijos de Fernando y María Carolina, realizados por Élisabeth Vigée-Le Brun; un tapiz gobelino, que muestra a Don Quijote en la fiesta de Barcelona organizada por don Antonio Moreno; y, en las paredes, cuatro consolas con cintura dorada decoradas con trofeos militares del siglo XIX: sobre estas consolas hay cuatro jarrones adornados con copias de estatuillas que representan al Hércules Farnesio, realizadas en loza por la fábrica Del Vecchio.

### Las salas francesas

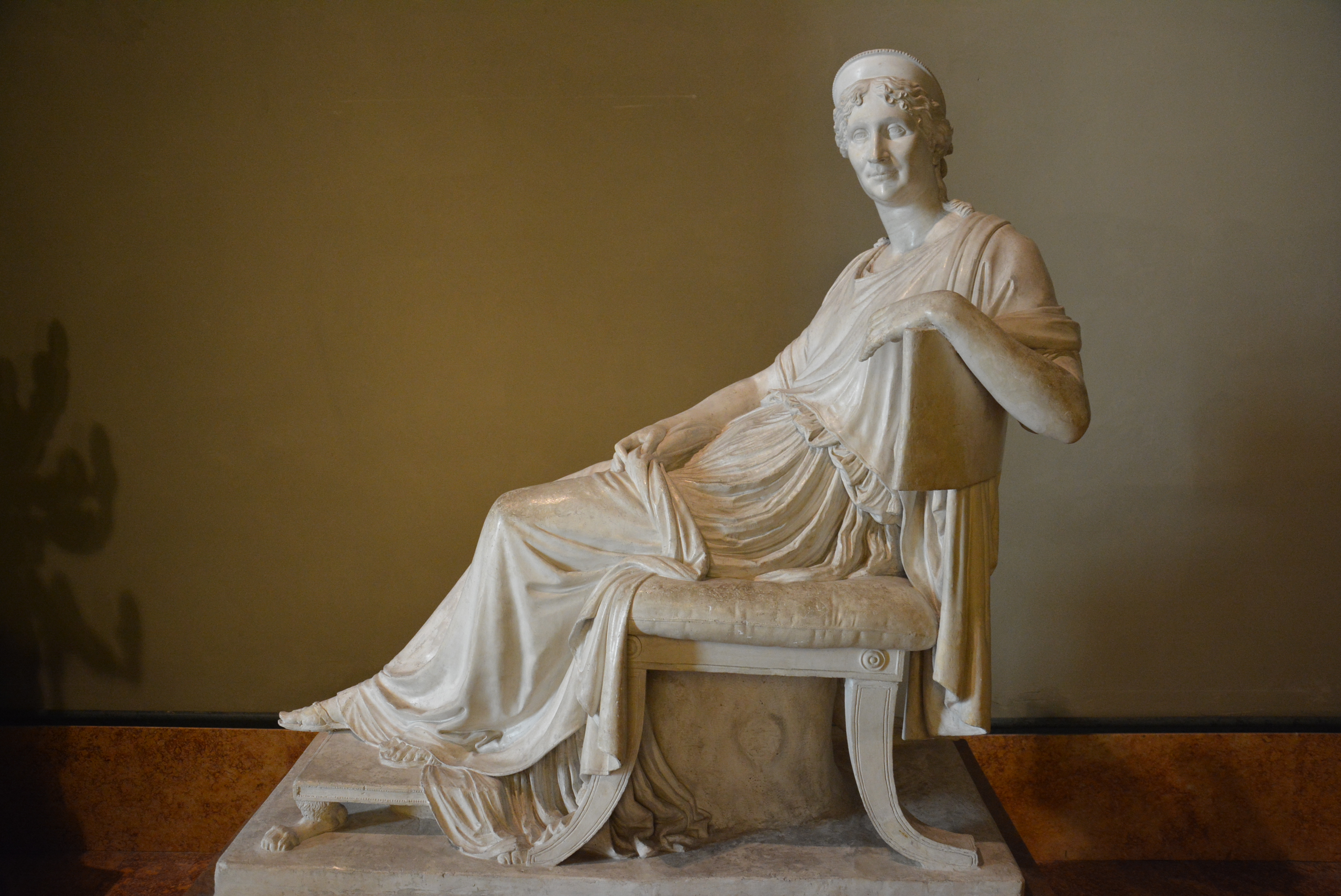
Retrato de Letizia Remolino, estatua de Antonio Canova conservada en la sala 55

La Sala 54 recuerda el decenio de dominación francesa de Nápoles a través de elementos como cuadros, muebles con dorados mates y brillantes, bustos y estatuas de bronce y porcelana, que además de representar a los soberanos franceses son de clara inspiración gala. Entre los cuadros destacan el Retrato de Joaquín Murat y Napoleón I, emperador, ambos obra de François Gérard, acompañados por el Busto de Carolina Bonaparte, en biscuit, de la manufactura Poulard Prad. Entre el mobiliario, hay jarrones de las manufacturas de Sèvres y Bailly Fils, una mesa de 1811 realizada por Jacob Desmalter destinada originalmente al Palacio de Fontainebleau y sillas con respaldo de terciopelo pintado a mano con vistas de ciudades, traídas directamente desde Francia.
La pequeña Sala 55 separa las habitaciones de la época francesa y las de la restauración borbónica. En su interior se conserva una estatua de yeso de Antonio Canova, Retrato de Letizia Remolino, los bustos de Luciano y Letizia, hijos de Murat, fabricados por la manufactura Poulard Prad, y cuatro candelabros de bronce dorado de origen francés, adquiridos en 1837 y colocados originalmente en la «Galería de retratos».

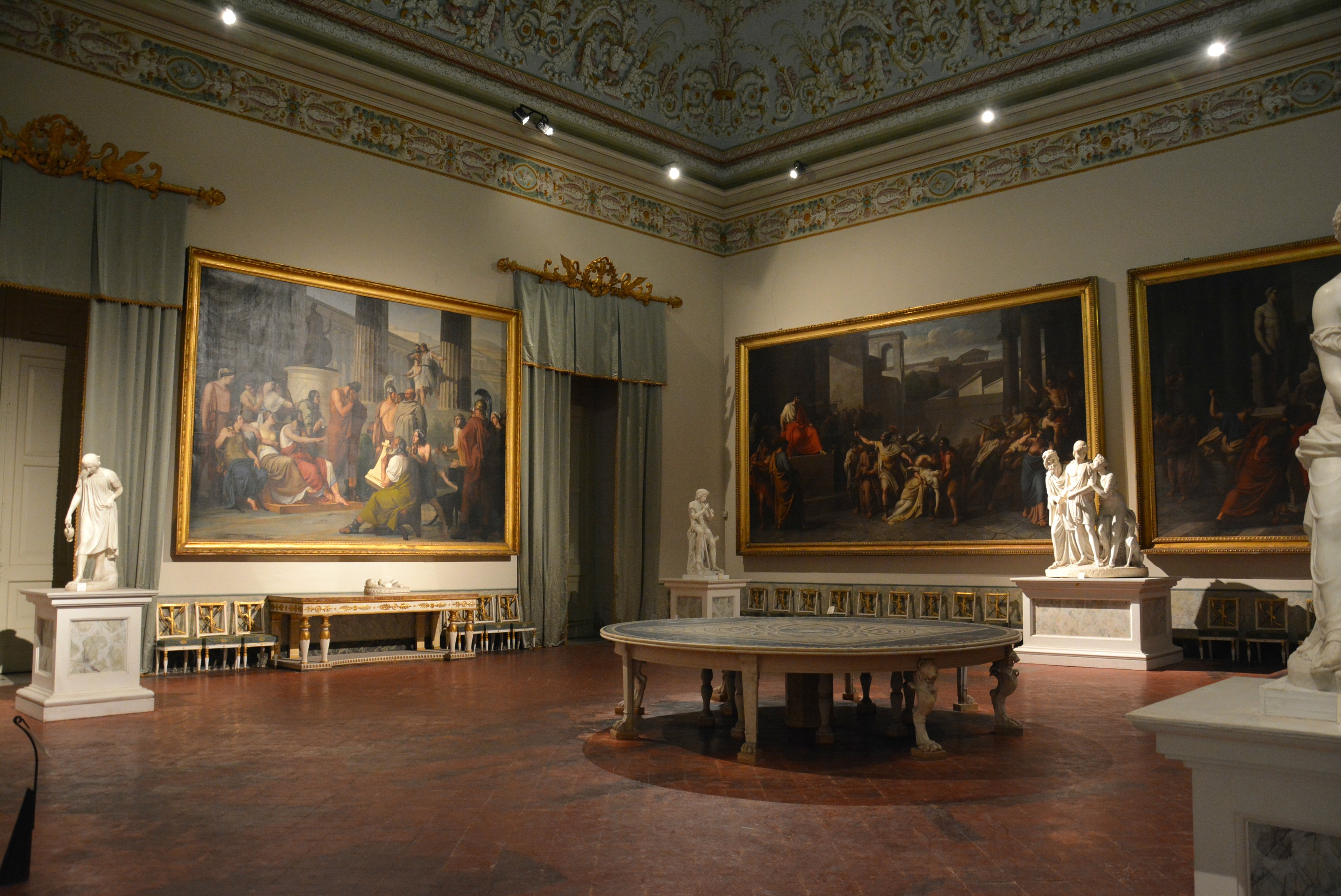
El Salón Camuccini

La Sala 56 se encuentra en la esquina oriental del palacio y se llama «Salón Camuccini», aunque en los inventarios antiguos se cita como «Gran galería en ángulo hacia el bosque». La estancia fue terminada tras la llegada de los Saboya por encargo de Annibale Sacco, y decorada según el gusto neoclásico típico de finales del siglo XIX, aunque ya había sufrido previamente modificaciones tras la compra de algunos lienzos de grandes dimensiones por órdenes de Murat, que llegaron al palacio a la vuelta de Fernando I y exigieron la clausura de dos balcones. Al mismo tiempo, se realizaron frisos a témpera, y en las paredes se colocaron cuadros de gran tamaño realizados por Pietro Benvenuti, Paolo Falciano, Francesco Hayez y Vincenzo Camuccini. Este último pintor da nombre a la estancia: son suyos los inmensos cuadros Muerte de Julio César y Asesinato de Virginia, ambos trasladados en 1862 desde la Primera Antecámara del Rey en el Palacio Real. También se conserva en la sala una colección de estatuas de principios del siglo XIX, como La noche de Bertel Thorvaldsen, y, en el centro, una mesa de mármol encargada por Carolina Bonaparte, cuya parte central y pies están realizados con mosaicos y otros materiales hallados en las excavaciones arqueológicas de Herculano. Entre el mobiliario hay grandes consolas de fabricación napolitana y una chimenea de mármol de la época de Fernando II, como las instaladas, en origen, en todas las salas de recepción del palacio.
Las salas 57 y 58 eran utilizadas por los miembros de la familia real en sus momentos de ocio: en su interior hay mesas de juego y autómatas musicales del siglo XIX, y están revestidas con maderas nobles en Estilo Imperio, típico del gusto francés de la época. En la Sala 57 se puede apreciar la Giardiniera, un mueble de madera con la triple función de florero, jaula para pájaros y pecera, además de un lienzo de Johan Christian Dahl, La Real Casina di Quisisana, y otro de Salvatore Fergola, Inauguración del ferrocarril Nápoles-Portici. La Sala 58 conserva en el techo un fresco proveniente del Palazzo di Sangro di Casacalenda y varios cuadros, entre ellos uno de Giacinto Gigante, La capilla del Tesoro de san Jenaro, y otro de Anton Sminck van Pitloo, Templos de Paestum. Contiene además muebles decorados en porcelana y bronce, a veces pintados con escenas de los sitios reales o de los hijos de Francisco I y enriquecidos con engranajes sonoros.

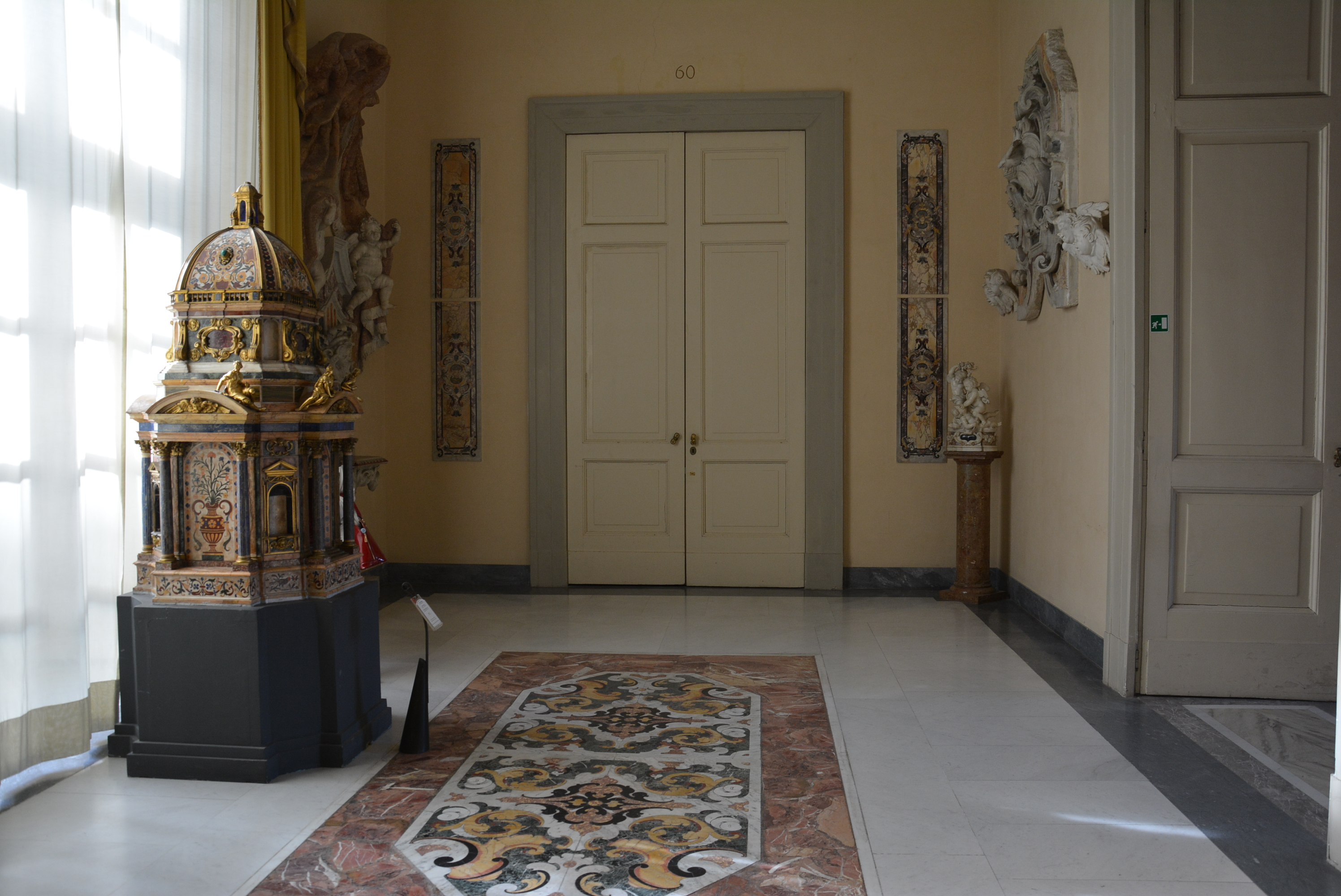
La sala 60

En la Sala 59, antaño «Segunda Antecámara», se exhiben numerosas obras encargadas por Fernando I tras su restauración al trono después del decenio francés, momento en el que empezaron las obras de embellecimiento del palacio, aunque continuó valiéndose de la colaboración de artistas franceses. Entre los lienzos están María Amalia de Orleans con su hijo el duque de Chartres de François Gérard, Visita de los soberanos franceses al Vesubio de Joseph-Boniface Franque y Matrimonio de la princesa María Carolina de Borbón con el duque de Berry de Louis Nicolas Lemasle. Entre el mobiliario, destacan varios jarrones de fabricación parisina.
La Sala 60, antigua «Primera Antecámara», concluye la zona del museo dedicada al Apartamento Real y sirve de tránsito entre la primera y la segunda planta. En su interior está expuesto el sagrario del escultor Matteo Bottiglieri, realizado a principios del siglo XVIII, y un ciborio de Cosimo Fanzago que data de la primera mitad del siglo XVII. Todas las obras de arte fueron heredadas de la iglesia de la Santissima Trinità delle Monache, mientras que otros objetos de mármol y piedras preciosas provienen de diferentes conventos e iglesias de la ciudad.

### Otras salas
Aunque en la actualidad el Apartamento Real se limita a las salas arriba descritas, antiguamente se extendía por la planta entera y muchas de las salas hoy ocupadas por el museo tuvieron importantes funciones en la vida cortesana.
La Sala 2 fue la parte superior de la antigua capilla de palacio, con una tribuna desde la que la familia real podía asistir a los oficios. La capilla fue eliminada en los años 50 cuando en el mismo espacio se creó un auditorio, en la planta baja, y una sala de exposición, en el primer piso. Las Salas 4-10 constituyeron cuartos privados para la familia real y después de 1861 se incorporaron al museo de pintura moderna, al contrario que la mayoría de las salas del palacio, éstas aún conservan sus techos pintados. Las Salas 12-13-14 antiguamente formaron un solo espacio equivalente en tamaño al «Salón de fiestas», y destinado a «Galería de retratos», especie de panteón de los reyes de la Casa de Borbón-Dos Sicilias que desde 1864 se destinó a albergar parte de la Armería trasladada desde el Palacio Real.
Los cuartos privados de los soberanos los constituyan las Salas 17-19 y 24-26, destinadas al rey, y las Salas 20-23 ocupadas por la reina. Las Salas 39-41 constituyeron un solo espacio ocupado por un pequeño "teatro mecánico" hasta 1828, luego sirvió para exponer la colección de cuadros de la reina María Isabel de España, a continuación fue destinado a cuadros "de temática heroica" y finalmente también se usó para la colección de armas a partir de 1864. También la gran Sala 46 estuvo decorada con cuadros heroicos y sirvió como «Sala del buffet» hasta 1861.
Por último, tampoco habría que olvidar el entresuelo. Las actuales salas dedicadas al Ottocento privato (debajo de las Salas 29-32) albergaron en origen el apartamento privado del rey Fernando I, luego, antes de 1861, de la princesa María Carolina y finalmente del duque a Aosta y su familia de 1906 a 1948.

## El Museo Nacional de Capodimonte

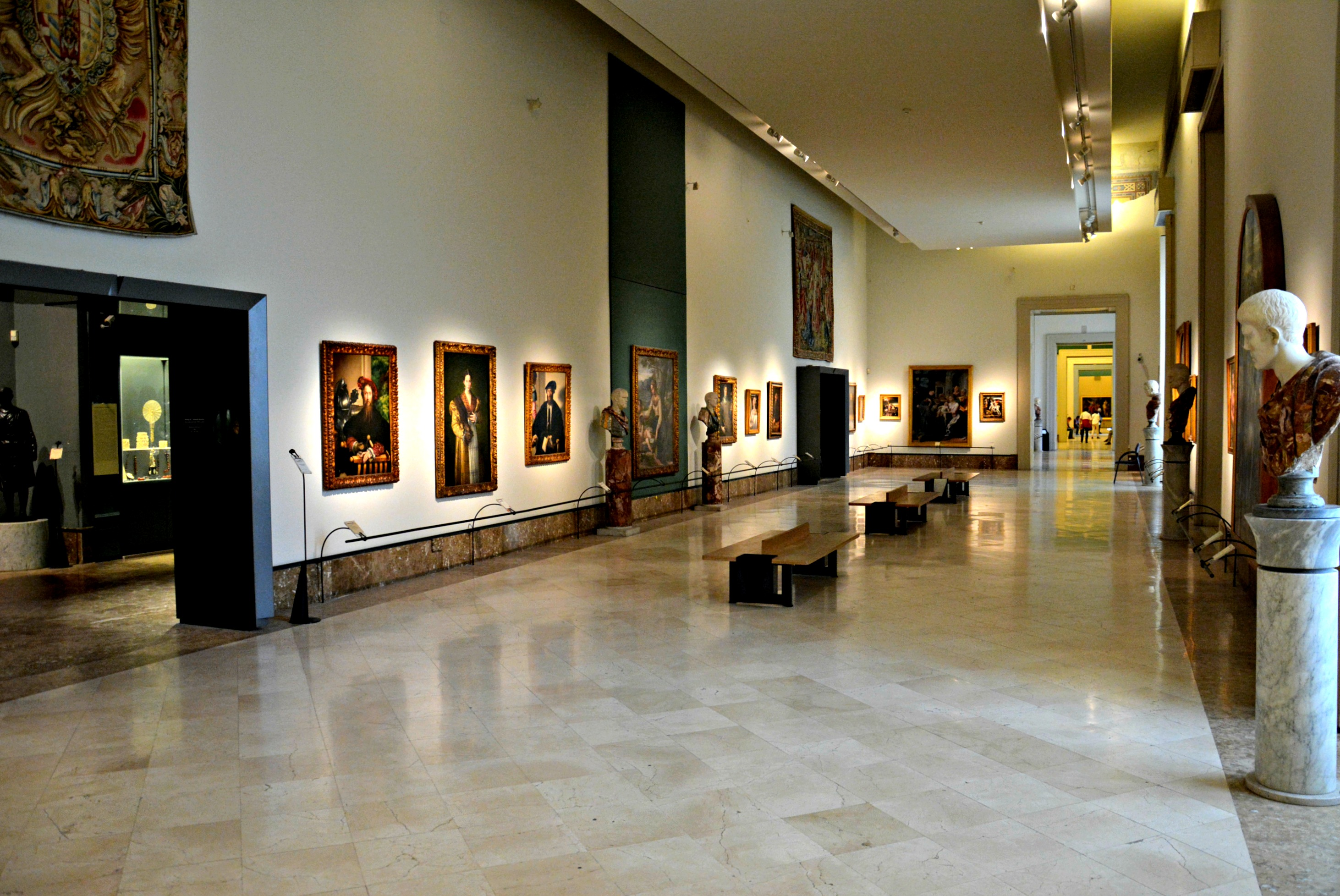
La sala 12 del Museo Nacional de Capodimonte

El Museo Nacional de Capodimonte está situado en la primera planta —exceptuando las salas del Apartamento Real—, la segunda planta, el ático y el entresuelo del palacio. Fue inaugurado oficialmente en 1957, aunque las salas del palacio han albergado obras de arte a partir de 1758. Conserva principalmente cuadros, distribuidos en varias colecciones, entre las que destacan la Farnesio y la Galería Napolitana. En la Colección Farnesio están representados algunos grandes nombres de la pintura italiana e internacional como Rafael, Tiziano, Parmigianino, Brueghel el Viejo, El Greco, Ludovico Carracci o Guido Reni. Por su parte, la Galería Napolitana se compone de obras provenientes de iglesias de la ciudad y de sus alrededores transportadas a Capodimonte por razones de seguridad tras la supresión de las órdenes religiosas, y cuenta con cuadros de artistas como Simone Martini, Colantonio, Caravaggio, José de Ribera, Luca Giordano o Francesco Solimena. También es importante la colección de arte contemporáneo, en la que destaca Vesuvius de Andy Warhol.

## El parque

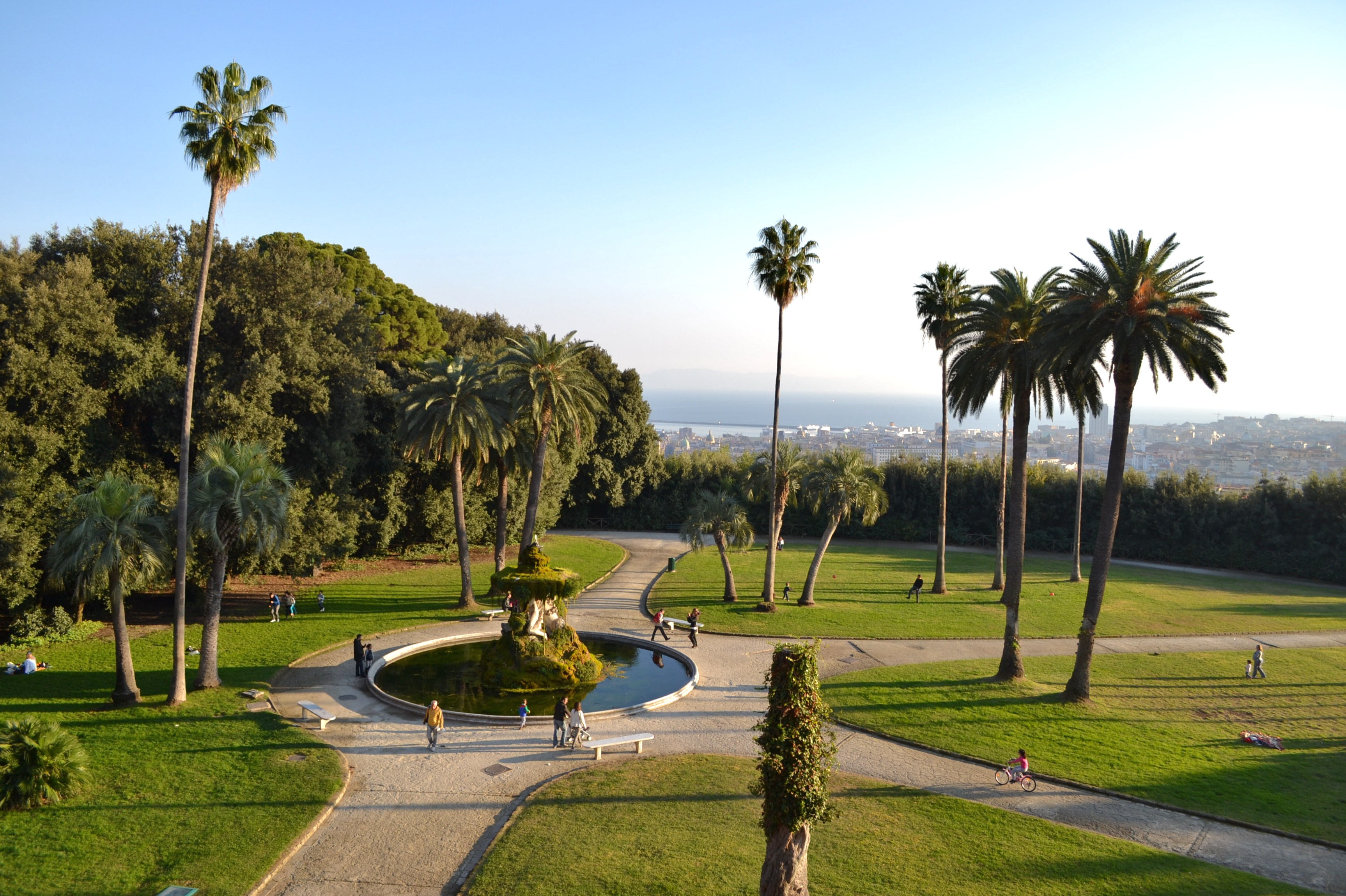
El parque de Capodimonte

El parque del Palacio Real de Capodimonte tiene una extensión de 124 hectáreas y era utilizado principalmente por los soberanos para batidas de caza y para la organización de fiestas; tras la apertura del museo en 1957 se convirtió en un parque público. Fue realizado en 1743 por Ferdinando Sanfelice según el gusto barroco de la época, y en torno a mediados del siglo XIX fue restaurado por Federico Dehnhardt, asumiendo el aspecto de un jardín inglés. En su interior están representadas más de cuatrocientas variedades de árboles centenarios como robles, encinas, olmos, tilos y castaños, a las cuales se han unido con el tiempo cultivos de árboles frutales —especialmente cítricos—, especies exóticas y palmeras, estas últimas plantadas en la posguerra. Además, cuando la zona estaba dedicada a reserva de caza real, se encontraban allí tórtolas, currucas, tordos, faisanes de importación bohema, liebres, conejos y ciervos.
Dispersas por el parque se encuentran estatuas, fuentes y numerosos edificios, que originalmente eran residencias de la corte —como la casina dei Principi— o sedes de fábricas, algunas de las cuales se han reconvertido para un uso diferente, como la antigua fábrica de porcelana, que se ha transformado en una escuela para la fabricación de la cerámica. Además, en el parque se encuentran lugares de culto como la iglesia de san Jenaro y la ermita de los Capuchinos. En 2012 se inició un proyecto de restauración del parque, durante el cual se creó un huerto en el que se cultivan productos agrícolas típicos del territorio campano.